# Erik Axel Karlfeldt
Erik Axel Karlfeldt (n. 20 iulie 1864, Folkärna⁠(d), Comitatul Dalarna, Suedia – d. 8 aprilie 1931, Engelbrekt church parish⁠(d), Over-Governors office⁠(d), Suedia) a fost poet suedez, laureat postum al Premiului Nobel pentru Literatură în anul 1931.
A fost unul din marii poeți suedezi și a creat o lirică neoromantică ce are ca temă ținutul natal, frumusețea peisajului, amintirea strămoșilor, legendele și obiceiurile vechi.
Forma poetică muzicală, cu trăsături baroce, e susținută de un limbaj pe alocuri arhaizant.

## Motivația Juriului Nobel
"...pentru poezia lui Erik Axel Karlfeldt".

## Viața
S-a născut în 1864 la Tolvmansgarden, în Dalarna de sud. După ambii părinți se trage dintr-un neam sănătos de țărani și mineri. În poezia Fäderna (Strămoșii), cu care începe prima sa culegere de poezii, Karlfeldt aduce un pios omagiu vetrei părintești, iar în   Träslottet (Conacul de lemn), își amintește despre vechea fermă a copilăriei sale, în care se născuse și se căsătorise mama sa.
Urmează liceul la Västerås, iar studiile universitare le începe la Uppsala. Din cauza unor  mari dificultăți financiare prin care trece familia sa, Karlfeldt întrerupe câțiva ani studiile, deși este un student eminent, luându-și licența în Litere abia după șapte ani. Ca și Selma Lagerlöf, încă foarte de tânăr își propune să devină scriitor. 
În anul 1895 debutează cu un volum de poezii, Vildmarks och kärleksvisor (Pământuri înțelenite și cântece de dragoste). În aceste creații lirice, Karlfeldt nu atinge încă perfecțiunea de mai târziu dar - prin prospețimea și culoarea descrierilor și un mod de exprimare foarte personal - lasă să se întrevadă marele poet de mai târziu. Până la sfârșitul vieții sale Karlfeldt s-a simțit țăran, legat de glia sa și în mijlocul ambianței citadine a avut mereu un sentiment de dezrădăcinare. În poezia "Strămoșii", mărturisește nostalgia paradisului pierdut al copilăriei la țară: "sunt ca o iarbă de câmp smulsă din pământ".
Adevăratul debut poetic al lui Karlfeldt este culegerea de versuri Fridolins visor (Cântecele lui Fridolin), (1898), urmată după trei de volumul Fridolins lustgård och Dalmålningar på rim (Curtea plăcerilor lui Fridolin și dalarna pictată cu rime). Spre deosebire de alți poeți, Karlfeldt este prea mândru și prea timid ca să dea o expresie directă sentimentelor sale de dragoste și se ascunde prin chipul poetului Fridolin, "un flăcău de la țară, care știe carte" și care poate vorbi "țărănește cu țăranii și latinește cu învățații".
În anul 1904 Karlfeldt a fost primit în Academia Suedeză, fiind primul academician suedez din secolul al XX-lea.

## Opera
- 1895: Cântecele pământului virgin și de iubire ("Vildmarks och kärleksvisor")
- 1898: Cântecele lui Fridolin ("Fridolins visor")
- 1901: Parcul lui Fridolin și imagini ale ținutului Dalmålningar ("Fridolins lustgård och Dalmålningar på rim")
- 1906: Flora și Pomona ("Flora och Pomona'")
- 1912: Poetul Lucidor ("Skalden Lucidor")
- 1918: Flora și Bellona ("Flora och Bellona")
- 1923: C.F. Dahlgreen
- 1927: Psalm de toamnă ("Hösthorn")
- 1932: Discursuri și gânduri ("Tal och tankar").